# Kaart-gebiedverhouding
De kaart is niet het gebied is een uitspraak van de Pools-Amerikaanse wetenschapper en filosoof Alfred Korzybski. Het is een samenvatting van zijn opvatting dat een, aan iets ontleende, abstractie of een reactie daarop, niet het ding zelf is. De pijn, veroorzaakt door een steen die op je voet valt, is niet de steen; iemands al dan niet gunstige mening over een politicus, is niet die persoon, enzovoort. Een bepaalde abstractie of reactie omvat niet alle facetten van hun bron – dat wil zeggen dat de pijn in je voet niets zegt over de inwendige structuur van de steen; je weet niet alles wat er zich in het leven van de politicus afspeelt, enz. – en kan dus een beperking betekenen van iemands begrip en cognitieve vermogen, tenzij die twee uit elkaar worden gehouden. Korzybski stelde dat veel mensen, in die zin, kaart met gebied verwarren.

## De verhouding kaart-gebied
In het hoofdstuk "Vorm, Substantie en Verschil" uit Steps to an Ecology of Mind (1972), laat Gregory Bateson zien dat het in wezen onmogelijk is het gebied te kennen, als elk begrijpen daarvan gebaseerd is een bepaalde voorstelling:

"We zeggen dat de kaart iets anders is dan het gebied. Maar wat is het gebied? De gang van zaken is dat iemand erop uitgaat met zijn netvlies of een meetlat en gegevens opneemt, die vervolgens op papier worden gezet. Wat op het papier staat is een weergave van het beeld op het netvlies van de man die de kaart heeft gemaakt; en als je de zaak omkeert, kom je bij een oneindige regressie terecht, een oneindige reeks kaarten. Het gebied komt daar helemaal niet meer in voor. […] Het proces van weergeven zal dat er steeds uitfilteren, zodat de psychische wereld slechts gevormd wordt door kaarten van kaarten, tot in het oneindige."

Elders, in hetzelfde boek, wijst Bateson erop dat de bruikbaarheid van een kaart (een weergave van de werkelijkheid) niet per se bepaald wordt door de echte betrouwbaarheid, maar doordat die een structuur heeft die, voor het desbetreffende doel, overeenkomt met het gebied. Bateson behandelt dat gegeven vrij uitgebreid in het essay "De Theologie van de Anonieme Alcoholisten".
Geparafraseerd luidt het argument van Bateson: een cultuur, die gelooft dat een gewone verkoudheid door kwade geesten wordt overgebracht, dat die geesten uit iemand naar buiten vliegen als hij niest, van de een naar de ander kunnen overgaan als ze ingeademd worden of als beiden hetzelfde voorwerp aanraken, enz., zou voor haar volksgezondheid net zo'n doelmatige "kaart" kunnen hebben, als een die geesten vervangt door virussen.
Een ander fundamenteel dilemma is het probleem van de nauwkeurigheid. In "Over de ijzeren gestrengheid van de wetenschap" beschrijft Jorge Luis Borges de tragische onbruikbaarheid van de volmaakt nauwkeurige een-op-een landkaart:

"In dat Rijk bereikte de cartografiekunst zo'n graad van Perfectie, dat de Kaart van één enkele Provincie de ruimte van een hele stad besloeg, en de Kaart van het Rijk, een hele Provincie. Mettertijd voldeden deze Mateloze Kaarten niet en de Colleges van Cartografen brachten een Kaart van het Rijk uit, die de Afmeting van het Rijk had en op elk punt hiermee overeenstemde. De Studie van de Cartografie minder Toegedaan, vonden Volgende Generaties dat die uitgestrekte Kaart Nutteloos was en niet zonder Liederlijkheid leverden ze hem over aan de Onbarmhartigheden van de Zon en de Winters. In de Woestijnen van het Westen zijn versnipperde Ruïnes van de Kaart bewaard gebleven, bewoond door Dieren en Bedelaars; in heel het Land is er verder geen overblijfsel van de Geografische Orden."

Met het volgende apocriefe citaat van Josiah Royce, beschrijft Borges nog een dilemma, namelijk dat je terechtkomt in een oneindige regressie (vergelijkbaar met het Droste-cacaobus-effect), als de kaart door het gebied omvat wordt:

"De uitvindingen van de filosofie zijn niet minder fantastisch dan die van de kunst. In deel I van zijn boek The World and the Individual (1899) formuleerde Josiah Royce de volgende: 'Stel, een deel van de grond van Engeland wordt volmaakt geëgaliseerd en een cartograaf tekent er een kaart van Engeland op. Het werkstuk is volmaakt, geen detail van de Engelse grond, hoe onbeduidend ook, staat niet op die kaart; alles wordt daarop weergegeven. Maar dan moet die kaart een kaart van de kaart bevatten, die een kaart van de kaart van die kaart moet bevatten, en zo tot in het oneindige.' Waarom maakt het ons onrustig dat die kaart besloten ligt in die kaart en de duizend-en-één nacht in het boek Duizend-en-één-nacht? Waarom maakt het ons onrustig dat Don Quijote een lezer van de Quijote is en Hamlet een toeschouwer van Hamlet? Ik meen de oorzaak te hebben gevonden: dergelijke omkeringen suggereren dat, als de personages van een verzinsel ook lezers of toeschouwers kunnen zijn, wij, hun lezers en toeschouwers, misschien verzonnen zijn."

Een andere reden waarom wij ons druk maken over het raadsel van de oneindige regressie of van de kaarten binnen de kaarten is dat we niet in staat zijn te zien dat het idee van een "kaart van een kaart" hetzelfde is als het idee van een "kaart van een kaart van een kaart". In beide gevallen is het idee een metafoor voor het vermogen om te reflecteren. We zijn niet in staat te zien dat iemands vermogen om te reflecteren, een voortdurend opmerkzaam kunnen zijn is en niet gewoon een vluchtig iets onderzoeken. Elke keer als ik al onderzoekend mijzelf onderzoek (of beurtelings, mijn onderzoek onderzoekend, reflecteer over het onderzoeken van mijzelf) maak ik gebruik van datzelfde niet aflatende vermogen. Husserl duidde dat vermogen aan met het "transcendentale ego", het geestesoog of het vermogen van de mens om te reflecteren en te abstraheren. Als je tussen twee spiegels in staat, zul je je niet voor de gek laten houden door de oneindige regressie van je eigen spiegelbeeld in een spiegel, in een spiegel in een spiegel (tot in het oneindige), juist omdat je in staat bent te zien (begrijpen) dat je in tegenover elkaar staande spiegels kijkt en niet naar een eindeloze reeks dubbelgangers. Op dezelfde manier kunnen de personages uit een roman lezers of toeschouwers zijn, of elke andere fictieve persoon juist omdat ze fictief zijn, maar het feit dat je kunt reflecteren over je vermogen jezelf en je gedachten te kunnen onderzoeken, betekent dat je kunt abstraheren en je niet hoeft voor te stellen dat je een fictief personage in een roman bent.
Neil Gaiman vertelt in Fragile Things (oorspronkelijk verschenen in American Gods, Ned. vertaling: Alles is breekbaar) een parabel na, naar aanleiding van het vertellen van verhalen:

"Je kunt een sprookje het best beschrijven door het te vertellen. Begrijp je dat? De manier waarop iemand, voor zichzelf of anderen, een verhaal beschrijft, is door het vertellen van het verhaal. Het is een evenwichtstoer en een droom. Hoe nauwkeuriger de kaart, hoe meer die op het gebied lijkt. De meest nauwkeurig mogelijke kaart zou het gebied zijn, en zou dus volmaakt nauwkeurig en volmaakt zinloos zijn. Het sprookje is de kaart, die het gebied is."

De ontwikkeling van de elektronische media vervaagt de grenslijn tussen kaart en gebied, door het mogelijk maken van het simuleren van in elektronische signalen gecodeerde ideeën, zoals Baudrillard betoogt in Simulacra & Simulation:

"Tegenwoordig is een abstractie niet langer die van de kaart, de verdubbeling, de spiegel of het idee. Simulatie is niet langer die van het gebied, een ergens naar verwijzend iemand of iets. Het is het door modellen teweegbrengen van iets werkelijks, zonder oorsprong of werkelijkheid: iets hyperwerkelijks. Het gebied gaat niet langer vooraf aan de kaart, en overleeft die ook niet. Toch gaat de kaart vooraf aan het gebied – het voorafgaan van simulacra – en daardoor wordt het gebied teweeggebracht." (Baudrillard, 1994, p. 1)

## "De kaart is niet het gebied"
De uitdrukking "de kaart is niet het gebied" verscheen voor het eerst in gedrukte vorm bij een voordracht die Alfred Korzybski hield tijdens een bijeenkomst van de American Association for the Advancement of Science in New Orleans, Louisiana in 1931:
- A) De structuur van een kaart kan al dan niet gelijk zijn aan de structuur van het gebied…
- B) Een kaart is niet het gebied.

'De kaart is niet het gebied', d.w.z.: uitspraken in verband met feiten, zijn niet de feiten zelf, of in oudere terminologie: noumena zijn niet gelijk aan phenomena. Het wordt gebruikt als een premisse in Korzybski's Algemene Semantiek, en bij neurolinguistisch programmeren. Door woorden alleen zal de werkelijkheid niet beïnvloed of gewijzigd kunnen worden; woorden beïnvloeden of wijzigen slechts het denken. 
Korzybski's uitspraak ("De kaart is niet het gebied") wordt ook aangehaald als een, bij neurolinguistisch programmeren gebruikt, onderliggend principe. Het wordt daar gebruikt om aan te geven dat individuele mensen in feite geen toegang hebben tot de absolute kennis van de werkelijkheid, maar eigenlijk alleen tot een aantal, in het verloop van de tijd geconstrueerde, opvattingen over de werkelijkheid. Het wordt dus belangrijk gevonden te beseffen dat de opvattingen van mensen over de werkelijkheid en hun kennis van dingen (de "kaart") niet de werkelijkheid zelf zijn, maar ook niet alles waar zij zich bewust van kunnen zijn ("het gebied"). De bedenkers van NLP hebben duidelijk uitgesproken dat zij dat inzicht te danken hebben aan de Algemene Semantiek.
De Belgische surrealistische kunstenaar René Magritte verduidelijkte het idee dat "het waarnemen altijd bemiddelt tussen de werkelijkheid en onszelf" met een aantal schilderijen waaronder het beroemde werk met de titel La Trahison des Images, bestaande uit een tekening van een pijp, met het opschrift, Ceci n'est pas une pipe ("Dit is geen pijp").
Dit idee duikt ook op in de bespreking van exoterische en esoterische religies. Exoterische opvattingen zijn opvattingen die helemaal overdraagbaar zijn door gebruik te maken van descriptoren en taalconstructies, zoals meetkunde. Esoterische opvattingen zijn opvattingen die niet helemaal overdraagbaar zijn, behalve door rechtstreeks ervaren. Iemand die bijvoorbeeld nooit een appel heeft geproefd zal door middel van woorden nooit helemaal begrijpen hoe een appel smaakt. Alleen door rechtstreeks ervaren (een appel eten) kan die ervaring helemaal begrepen worden.
In Sylvie and Bruno Concluded (1893), gaf Lewis Carroll er een geestige draai aan, met zijn beschrijving van een fictieve kaart met een schaal van "1 kilometer op 1 kilometer":

"'Welke schaal, denk je, is het meest bruikbaar voor het maken van een kaart?', vroeg de maan. 'Een verhouding van 1 centimeter op 1 kilometer ongeveer', zei Sylvie. 'Eén centimeter!', riep de maan. 'Wij hebben indertijd al snel gekozen voor 10 meter op 1 kilometer. En vervolgens probeerden we 100 meter op 1 kilometer. En toen kwam het allerbeste idee dat je maar bedenken kunt! We hebben serieus een kaart van het gebied gemaakt, op een schaal van 1 kilometer op 1 kilometer!' 'Hebben jullie die kaart vaak gebruikt?', vroeg Sylvie belangstellend. 'Nee, we hebben hem nog nooit uitgevouwen', zei de maan. 'De boeren protesteerden: ze zeiden dat hij het hele land zou bedekken en het zonlicht zou tegenhouden! Dus gebruiken we nu het gebied zelf, als zijn eigen kaart, en ik verzeker je dat dat bijna even goed functioneert.'"

Als een soort tegenhanger van Lewis Carroll benadrukte Joan Robinson (1962), econoom aan de Universiteit van Cambridge, de nutteloosheid van 1:1-kaarten en andere overdreven gedetailleerde modellen: "Een model dat rekening houdt met alle schakeringen van de werkelijkheid zou niet bruikbaarder zijn dan een kaart op de schaal van 1 op 1."
Ook de Belgische surrealistische stripboekschrijver Jan Bucquoy werd beïnvloed door Korzybski's uitspraak over de kaart en het gebied, want de plot in zijn stripboek Labyrinthe luidt: een kaart kan nooit garanderen dat je de weg naar buiten vindt, omdat de opeenhoping van gebeurtenissen de manier waarop je naar de werkelijkheid kijkt kan veranderen.
De godsdiensthistoricus J. Z. Smith schreef een boek met de titel Map is not Territory: Studies in the History of Religions (1978, University of Chicago Press 1993 ISBN 0-226-76357-9).
De schrijver Robert M. Pirsig maakt in zijn boek Lila theoretisch en letterlijk gebruik van het idee: hij laat de hoofdpersoon/schrijver de weg kwijtraken doordat hij te veel op een kaart vertrouwt, in plaats van op het gebied dat door de kaart beschreven wordt.
Het onderscheid kaart versus gebied komt ook voor in een dramatische scène in David Foster Wallace' roman Infinite Jest. Het spel Eschaton, een fictief geopolitiek oorlogsspel, gespeeld op een tennisbaan die de aarde moet voorstellen, eindigt in een chaos als het begint te sneeuwen. De sneeuw bestaat alleen in de echte wereld en valt daarom alleen op de kaart en niet op het gebied, dat door de kaart weergegeven wordt; sommige spelers kunnen dat onderscheid echter niet maken en gaan verkondigen dat de sneeuw de schadeparameters van het spel beïnvloeden. Vervolgens doet een speler een aanval en raakt met opzet een andere speler, in plaats van een gebied op de kaart, waardoor hij bijdraagt aan de verdere ontaarding van het Eschaton-spel. Razend tiert een leider van het spel:

"Spelers kunnen geen echt doelwit zijn. Spelers zitten niet in dat verdomde spel. Spelers maken deel uit van de apparatuur van het spel. Zij zijn deel van de kaart. Het sneeuwt op de spelers, niet op het gebied….Je kunt alleen het gebied aanvallen. Niet de kaart. Dat is de enige basisregel om Eschaton niet in een chaos te laten vervallen. Eschaton, heren, gaat over logica, axioma, absolute eerlijkheid en discipline, waarheid en orde. Je krijgt geen punten als je iemand echt raakt. Alleen het apparaat dat de werkelijkheid in kaart brengt."